# Bernhard Lamel
Bernhard Lamel (né le 7 novembre 1971 à Vienne, en Autriche) est un mathématicien autrichien et professeur de mathématiques à la Faculté de mathématiques de l'université de Vienne. 

## Formation et carrière
Il étudie à l'Université de Vienne et à l'université de Californie à San Diego puis il est chercheur dans son université d'origine ainsi qu'à l'Institut royal de technologie de Stockholm et à l'université de l'Illinois à Urbana-Champaign. 
Il obtient son doctorat en 2000 avec une thèse intitulée « Mappings of Real Submanifolds in Complex Spaces in Different Dimensions » sous la direction de Linda Preiss Rothschild. En 2006, il a été habilité en mathématiques à l'Université de Vienne.

## Travaux
Lamel est membre du groupe de travail Analyse complexe de la faculté. Dans ses recherches, il se consacre à la géométrie CR  

## Prix et distinctions
En 2007, il remporte le Prix Start du Fonds autrichien pour la science (en) et le Prix de la Société mathématique autrichienne. Il est professeur associé depuis 2011 et professeur à l'université de Vienne depuis 2017. En 2013, il est accepté comme membre de la Jeune Curie de l'Académie autrichienne des sciences.